# Spaniodon
Spaniodon è un genere di pesci ossei estinto, appartenente ai salmoniformi. Visse nel Cretaceo superiore (Cenomaniano-Santoniano, circa 95-85 milioni di anni fa) e i suoi resti fossili sono stati ritrovati in Medio Oriente e in Nordamerica.

## Descrizione
Lungo solitamente circa 25 centimetri, questo pesce possedeva un corpo forte e slanciato, sottile ma poderoso, e una testa armata di denti lunghi, aguzzi e ricurvi. La pinna caudale era profondamente biforcuta, ed era presente una sola pinna dorsale lunga e bassa. Le fauci di Spaniodon erano molto sviluppate: le premascelle erano dotate di un piccolo processo ascendente e di due denti caniniformi, la mascella era priva di denti, non era presente alcuna supramaxilla e l'osso dentale era dotato di tre denti lunghi e aguzzi. La colonna vertebrale era dotata di circa 50/58 vertebre, e il corpo era ricoperto da scaglie cicloidi. Spaniodon era dotato di alcune caratteristiche tipiche dei salmoniformi, come una separazione tra la parte dermale ed endocondrale del mesetmoide, la fossa temporale aperta dorsalmente, le ultime spine neurale ed emale che formavano una carena e scaglie senza raggi. 

## Classificazione
Spaniodon venne descritto per la prima volta nel 1850 da Pictet, sulla base di resti fossili ritrovati nella zona di Sahel Alma, in Libano, risalenti al Cenomaniano/Turoniano. Inizialmente, Pictet suddivise il genere in due specie differenti, Spaniodon blondeli e S. elongatus. Successivamente Pictet e Humbert (1866) inclusero nel genere anche S. brevis, sempre di Sahel Alma, precedentemente descritto da Agassiz nel 1844 come Clupea lata. Una quarta specie, S. simus, venne descritta da Edward Drinker Cope nel 1878 dalla formazione Niobrara del Dakota del Sud, risalente al Turoniano. Attualmente sono riconosciute solo le specie S. latus (la specie tipo, che include anche S. simus, S. brevis e S. blondeli) e S. elongatus; quest'ultima differiva dalla specie tipo a causa della testa più lunga e bassa.

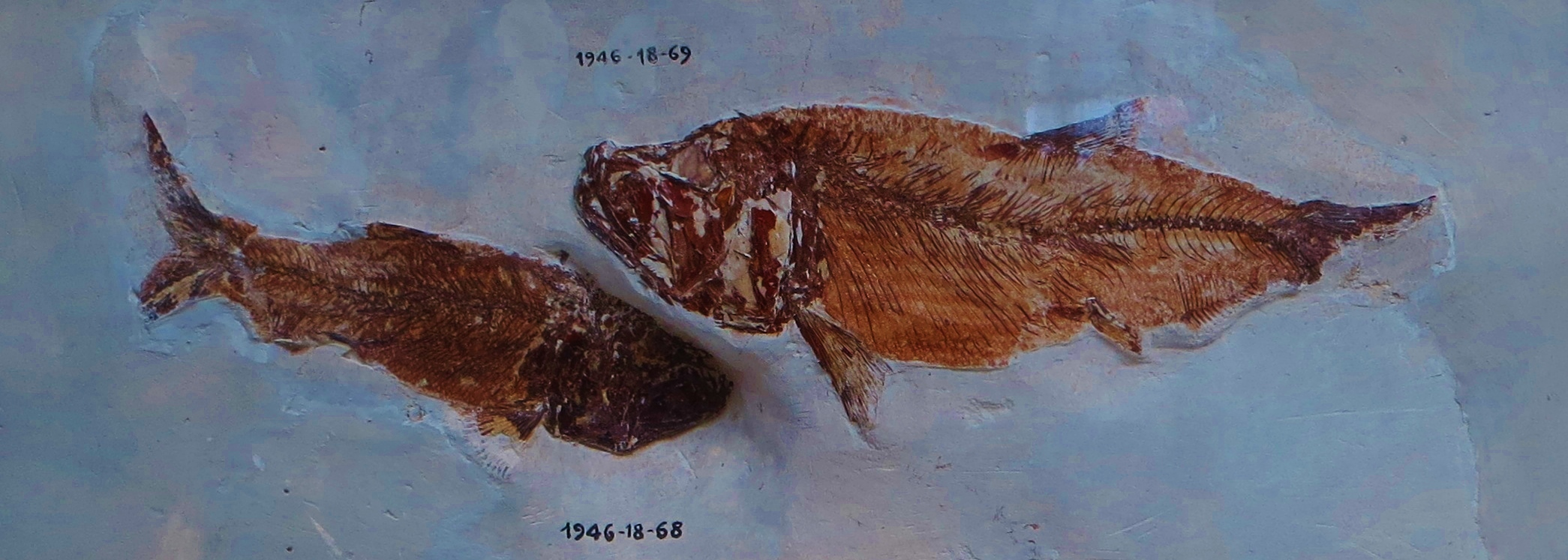
Fossili di Spaniodon latus

Attualmente Spaniodon è considerato un rappresentante dei salmoniformi, e in particolare vicino al genere Osmeroides.

## Paleoecologia
Spaniodon era un veloce predatore marino, che praticava attivamente una caccia verso altri pesci di dimensioni minori, come si evince dai denti acuminati e ricurvi e soprattutto dal ritrovamento di esemplari in cui si conservano nella regione addominale altri resti di pesci più piccoli.